# Куштенко, Иван Фёдорович
Иван Фёдорович Куште́нко (укр.  Іван Федорович Куштенко; 14 октября 1929, с. Черногородка (ныне Макаровского района Киевской области Украины) — 5 ноября 2017, Киев) — украинский и советский прозаик, журналист, редактор . Член Союза писателей Украины (с 1971).

## Биография
Сын участника Великой Отечественной войны, не вернувшегося с фронта. В 1946 году стал работать в Киеве на заводе «Ленинская кузница».
Не окончив семь классов сельской школы, поступил в Киевскую школу юнг. Проходил службу на Каспийской флотилии ВМФ СССР. После окончания службы вернулся в Киев, работал воспитателем в общежитии рабочей молодёжи. Самостоятельно освоил курс средней школы.
В 1959 году окончил факультет журналистики Киевского университета им. Т. Г. Шевченко.
С тех пор — на журналистской и редакторской работе. Имел опыт в районной газете «Голос колгоспника» в Черниговской области. Позже, сотрудник редакции, заведующий литературным отделом журнала «Колгоспник України» (переименован в «Хлібороб України»). Был ассистентом кинорежиссёра. Позже был приглашён на постоянную работу в издательство.
В 1965—1975 годах — старший редактор отдела прозы издательства «Молодь», в 1975—1989 годах — заместитель главного редактора журнала «Тваринництво України».
Занимался созданием журнала «Будьмо здорові». Работал в редакции научно-популярного журнала «Дім, сад, город», который позже редактировал.

## Творчество
Писать начал ещё во время службы на флоте. Основная тематика его произведений — героическая оборона Севастополя, будни моряков в послевоенный период, судьба женщины и матери во время Великой Отечественной войны, послевоенное детство.
Автор повестей и рассказов.

## Избранные произведения
- «Заграва». 1964;
- «Пісня для матері». 1970;
- «Фарватер». 1973;
- «Сусіди». 1984;
- «Вогненний мис». 1985;
- «Батарея». 1991;
- «То чи й справді наша українська мати… баба?». (Роздуми звичайного українця про дещо з нашого незалежного сьогодення). 2010.